# Замок Добржиш
Замок Добржиш (чеш. Zámek Dobříš) — замок-дворец в 20 км юго-западнее Праги.
Расположен в восточной части города Добржиш района Пршибрам Среднечешского края Чехии, напротив городского костёла Пресвятой Троицы.

## История
Первое письменное упоминание о замке в Добрише встречается в 1252 году, когда он был королевской резиденцией. Здесь останавливался король Вацлав I, c 1262 года принадлежал чешскому аристократическому роду Рожмберков. Благодаря удобному расположению Добржиш высоко ценился и вновь перешёл во владение короля Иоганна Люксембургского, решившего построить здесь хорошо укрепленный замок. Поселение возникшее ниже замка стало городом, часто страдавшим во время гуситских войн.
Ныне замок внешне напоминает дворец, отдаленно похожий на Версаль. Современный вид датируется 1745—1765 годами. Построен в стиле утонченного рококо с роскошными фасадами, выполненными в стиле французского барокко и прилегающим к замку парком, выдержанным в том же французском стиле.
До Второй Мировой войны замок принадлежал аристократическому австрийскому графско-княжескому роду Коллоредо-Мансфельд.
После окончания войны в 1945 замок был национализирован чехословацким государством, и стал «Домом писателя».
После принятия закона о реституции в 1998 году его вернули потомкам рода Коллоредо-Мансфельд в частную собственность. Нынешний владелец проживает в Австрии.
Сегодня замок Добржиш — популярная туристическая достопримечательность. Сейчас этот замок является рекордсменом по количеству проведенных в нём свадеб и других корпоративных мероприятий.

## Галерея
- Общий вид замка с воздуха
- Французский парк со статуями
- Самшитовый участок парка
- Фонтан
- Деталь фонтана
- Вид на центральный вход во дворец
- Внутренний двор замка